# Al-Janudiyah (nahija)
Nahija Al-Janudiyah (ar. ناحية الجانودية) je nahija u okrugu Jisr al-Shughur, u sirijskoj pokrajini Idlib. Po popisu iz 2004. (prije rata), nahija je imala 19.642 stanovnika. Administrativno sjedište je u naselju Al-Janudiyah.